# 51 a.C.
Il 51 a.C. (LI a.C. in numeri romani) è un anno  del I secolo a.C.

## Eventi
- Termina la campagna militare di Giulio Cesare in Gallia, descritta dallo stesso Cesare nel De bello Gallico
- Quinto Fufio Caleno combatte in Gallia come legatus di Cesare
- Gneo Pompeo Magno, generale e politico romano, vieta a Cesare (in Gallia) di candidarsi per il consolato in absentia
- Cleopatra e Tolomeo XIII diventano sovrani d'Egitto dopo la morte del padre, Tolomeo XII
- L'eclissi solare del 24 marzo 51 a.C. è rappresentata sullo zodiaco di Dendera, celebre bassorilievo egizio

## Nati
- Pomponia Cecilia Attica, nobildonna romana
- Han Chengdi, imperatore cinese († 7 a.C.)

## Morti
- Marco Azio Balbo, politico romano (n. 105 a.C.)
- Camulogeno, principe e condottiero gallo
- Correo, principe e condottiero gallo
- Giulia minore, romana (n. 102 a.C.)
- Tolomeo XII, sovrano egizio